# 빅토리아 앳킨
빅토리아 앳킨(Victoria Atkin, 1986년 12월 28일 ~ )은 잉글랜드의 배우이다.